# جان بیرمنگام
جان بیرمنگام (انگلیسی: John Birmingham؛ مه ۱۸۱۶ – ۷ سپتامبر اخترشناس، زمین‌شناس، و شاعر اهل جمهوری ایرلند بود.
او شش یا هفت سال را صرف سفرهای گسترده در اروپا کرد و در آنجا به چندین زبان مسلط شد. در سال ۱۸۶۶، او نوا عود کننده T Coronae Borealis را کشف کرد. او مطالعه کرد و مقالاتی در مورد سیارهها، بارش شهابی و لکه‌های خورشیدی نوشت.

## سال‌های اول زندگی
او در ادوارد بیرمنگام و الی بل به دنیا آمد و در املاک میلبروک در خارج از میل تاون، شهرستان گالوی بزرگ شد و در کالج سنت جارلاتز در توأم تحصیل کرد. خانواده بیرمنگام یکی از قدیمی‌ترین عناوین ایرلند را داشتند و آخرین بارون‌های آتنری و ارلز لوث بودند. بین سال‌های ۱۸۴۴ و ۱۸۵۴ او چندین سال را در سفر به اروپا گذراند و گمان می‌رود در برلین تحصیل کرده باشد. در سال‌های ۱۸۴۶ و ۱۸۴۷ او در امدادرسانی به قحطی در اطراف توأم فعال بود. در سال ۱۸۵۲ از رم دیدن کرد. هنگامی که در سال ۱۸۵۴ به خانه بازگشت، شبکه‌ای از روزنامه‌ها و مجلات ایجاد کرد که در آن شروع به همکاری در مقالات علمی و سایر موضوعات کرد. او ابتدا با مقالات خود در مورد سنگ‌های رسوبی در غرب ایرلند که در مجله انجمن زمین‌شناسی دوبلین همکاری کرد، توجه را به خود جلب کرد.